# Lianeskiffer
Lianeskiffer är en grågrön, vanligen finkornig, föga metamorf gråvacke- eller spargmitskiffer.
Lianeskiffern är i bottenlagren något konglomeratartat och bildar den översta 400 meter tjocka lagerserien av den prekambriska Dalformationen i Dalsland. Den har fått sitt namn efter Lianefjället i Dalsland. Lianeskiffern, som ibland övergår i ljus glimmerskiffer och fyllit, syns genom diskordans var skild dels från underlagt, vit kvartsit, dels från den överliggande egendomliga breccian.